# Васил Кършаков
Васил Динев Кършаков или Цильо Саров Коконо е български революционер, деец на Вътрешната македоно-одринска революционна организация.

## Биография
Васил Кършаков е роден в костурското село Косинец, тогава в Османската империя, днес Йеропиги, Гърция. Братовчед е на Атанас Кършаков. Получава основно образование. Влиза във ВМОРО. В 1902 година е селски войвода на организацията. Взима участие в Илинденско-Преображенското въстание през лятото на 1903 година в отряда на Васил Чекаларов. След погрома на въстанието емигрира в САЩ. Връща се преди Балканската война. От 1916 година се установява в София, където е печатар.